# William Cecil (Militär, 1854)

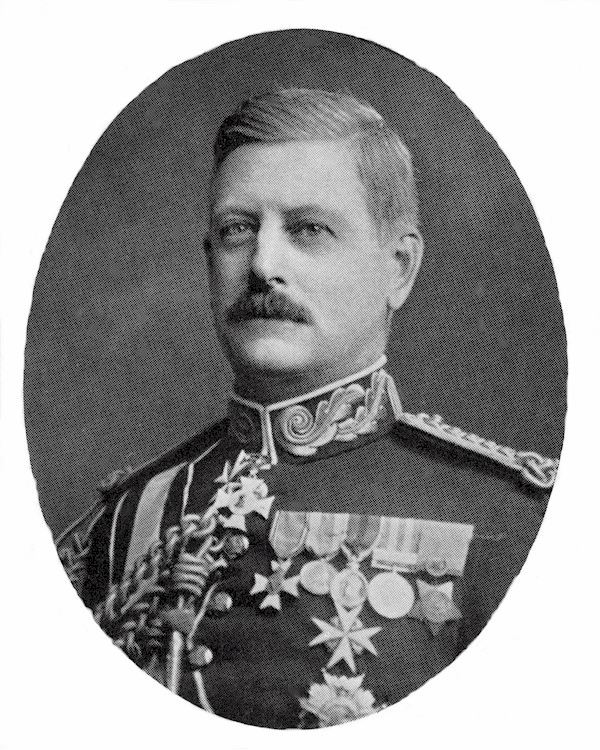
Lord William Cecil, 1912

Lord William Cecil CVO GCStJ (* 2. November 1854; † 16. April 1943) war ein britischer Adliger, Militär und Höfling.

## Leben
Cecil war der dritte Sohn des William Cecil, 3. Marquess of Exeter, und der Lady Georgiana Sophia Pakenham, Tochter des Thomas Pakenham, 2. Earl of Longford. Als jüngerer Sohn eines Marquess führte er ab 1867 die Höflichkeitsanrede „Lord“ William Cecil.
1874 begann er eine Offizierslaufbahn bei der British Army. 1884 und 1885 nahm er als Lieutenant der Grenadier Guards an der Suakin-Expedition unter Brigadier-General Gerald Graham zur Bekämpfung des Mahdi-Aufstands im Sudan teil und wurde anschließend zum Captain befördert. 1890 wurde er zum Lieutenant-Colonel befördert und wurde Kommandeur und Honorary Colonel des 4th (Militia) Battalions des Lincolnshire Regiments. 1902 schied er aus dem regulären Armeedienst aus.
Von 1892 bis 1901 hatte er das Hofamt eines Groom-in-Waiting für Königin Victoria inne. 1909 wurde er als Commander des Royal Victorian Order ausgezeichnet und später als Bailiff Grand Cross in den Order of Saint John aufgenommen. Anlässlich des Ersten Weltkrieges wurde er von 1916 bis 1920 als Reserveoffizier eines Freiwilligenregiments der Territorial Force reaktiviert.
Von 1924 bis 1936 war er Extra Gentleman-Usher für König Georg V., 1936 für König Eduard VIII. und 1937 für König Georg VI.

## Ehen und Nachkommen
In erster Ehe heiratete er 1885 Mary Thyssen-Amherst (1857–1919), Tochter des William Tyssen-Amherst, 1. Baron Amherst of Hackney, die 1909 den Titel Baroness Amherst of Hackney erbte. Mit ihr hatte er vier Söhne:
- Hon. William Amherst Cecil (1886–1914), Captain der British Army, ⚭ Gladys Evelyn Baggallay;
- Hon. Thomas James Amherst Cecil (1887–1955), Captain der British Army, ⚭ Vera Agnes Barclay;
- Hon. John Francis Amherst Cecil (1890–1954) ⚭ Cornelia Stuyvesant Vanderbilt, Tochter des George Washington Vanderbilt II;
- Hon. Henry Mitford Amherst Cecil (1893–1962), Commander der Royal Navy, Squadron Leader der Royal Air Force, ⚭ Hon. Yvonne Cornwallis, Tochter des Fiennes Cornwallis, 1. Baron Cornwallis.

Als seine Gattin Mary 1919 starb, war sein ältester Sohn William bereits 1914 im Ersten Weltkrieg gefallen. Ihren Adelstitel erbte daher dessen ältester Sohn, Cecils Enkel, William (1912–1980), als 3. Baron Amherst of Hackney.
1924 heiratete Cecil in zweiter Ehe Violet Maud Freer († 1957), Witwe des Herbert Oswald Collyer. Die Ehe blieb kinderlos.